# Don Felder
Donald William "Don" Felder, ameriški glasbenik, kitarist in skladatelj, * 21. september 1947, Gainesville, Florida, Združene države Amerike. 
Don Felder je ameriški glasbenik in skladatelj, najbolj znan po sodelovanju v skupini Eagles, kjer je igral med letoma 1974 in 2001.

## Zgodnje življenje
Don Felder se je rodil v Gainesvillu, Florida, 21. septembra 1947. Njegovi starši so nemškega izvora. Prvič se je za glasbo začel zanimati po gledanju koncerta Elvisa Presleyja v oddaji The Ed Sullivan Show. Ko je bil star 10 let je prejel prvo kitaro, ki jo je dobil od prijatelja za nekaj pirotehnike. Kot na samouka, je nanj najbolj vplival Rock and roll. V starosti 15 let je začel igrati v prvi skupini »The Continentals«, kjer je igral tudi Stephen Stills.
V tem času je spoznal Bernieja Leadona, ki je kasneje postal eden izmed ustanoviteljev skupine Eagles. Leadon je pri Continentalsih zamenjal Stillsa, skupina pa se je preimenovala v »The Maundy Quintet«. Felder in Leadon sta skupaj obiskovala Gainesville High School v Gainesvillu. Leta 1966 se je na isti šoli pojavila nova skupina »Tom Petty and The Epics«. Felder je Pettyja 18 mesecev učil igranja kitare v lokalni trgovini z glasbili, v tem času pa se je Felder od Duana Allmana naučil igranja slide kitare. The Maundy Quintet je leta 1967 posnel in pri založbi Tampa-based Paris Tower izdal singl.
Po razpustitvi skupine je Felder odšel v New York, kjer se je pridružil zasedbi »Flow«, ki je leta 1970 izdala istoimenski album. Album je bil med prvimi izdajami založbe CTI Records, ki jo je ustanovil jazzovski producent Creed Taylor. Med bivanjem v New Yorku, je Felder izpopolnil znanje improviziranja na kitari v različnih glasbenih stilih.
Po razpadu skupine Flow se je Felder preselil v Boston, kjer se je zaposlil v snemalnem studiu. Tam je leta 1972 znova srečal Leadona in spoznal ostale člane skupine Eagles, ki so bili na svoji prvi turneji. Leta 1973 se je Felder prestavil v Los Angeles. Tam ga je kot zamenjavo za Davida Lindleyja, ki je koncertiral z zasedbo Crosby & Nash, za turnejo najel David Blue. Blueju je pomagal pri turneji, med katero je novembra 1973 sodeloval tudi na nekaj koncertih Crosbyja & Nasha in na koncertu Neila Younga. Felder je nato še enkrat zamenjal Lindleyja, tokrat v spremljevalni skupini Crosbyja & Nasha. Kmalu zatem je občasno sodeloval na vajah skupine Eagles.

## Eagles
V začetku januarja 1974 je skupina Eagles Felderja naprosila, naj doda slide kitaro pri skladbi »Good Day in Hell«. Naslednjega dne ga je skupina povabila medse. Skupina se je začela odmikati od svojega izvornega country rock stila v smer rocka. Na četrtem albumu skupine One of These Nights je Felder pel glavni vokal pri skladbi »Visions« (edina skladba, pri kateri je Felder pel glavni vokal), ki jo je napisal skupaj z Donom Henleyjem, aranžiral pa je tudi kitarski solo in basovsko linijo. Leta 1975 je Bernie Leadon zapustil skupino, nadomestil pa ga je Joe Walsh. Felder je že prej večkrat občasno igral z Walshem, skupaj sta postala glavna kitarista skupine in ena izmed nepozabnih kitarskih partnerjev v zgodovini rocka.
Prvi album, ki ga je skupina izdala po spremembi zasedbe je bil Hotel California, ki je postal najbolje prodajan album. Felder je napisal glasbo za naslovno skladbo »Hotel California«. Skladbo je zaigral Henleyju in Glennu Freyju, ki sta jo sprva poimenoval »Mexican Reggae«. Skladba je postala najuspešnejši posnetek skupine. Po izdaji albuma je sledila turneja. Eaglesi so se nato znašli pod pritiskom uspeha predhodnega albuma in so naslednji album, The Long Run iz leta 1979, snemali skoraj tri leta. Skupina je prenehala z delovanjem leta 1980.
Navdušeni nad uspehom spominskega albuma Common Thread: The Songs of The Eagles, so se člani skupine Eagles po 14 letih ponovno zbrali in izvedli koncert na MTV-ju, ki  je bil razlog za nastanek albuma v živo Hell Freezes Over leta 1994. Za živo izvedbo na MTV-ju je skupina skladbo »Hotel California« priredila v akustično verzijo, Felder pa jo je izvedel v novem stilu, stilu flamenka in požel vsesplošno odobravanje.
Felder je skupaj z vsemi člani skupine (trenutnimi in bivšimi) izvedel skladbi »Take It Easy« in »Hotel California« leta 1998 ob vključitvi skupine v Hram slavnih rokenrola v New Yorku. Felder je sodelovanje v skupini nadaljeval do leta 2000.

## Kasnejša kariera
Po razpadu skupine Eagles leta 1980, se je Felder osredotočil bolj na svojo družino in na solo kariero, vseeno pa je še vedno deloval kot studijski glasbenik. Sodeloval je na albumu Living Eyes, skupine Bee Gees, ki je izšel leta 1981. Felder je sodeloval pri snemanju albumov izvajalcev kot so Diana Ross, Barbra Streisand in Andy Gibb. V tem času je Felder sodeloval tudi pri snemanju prvih dveh solo albumov Stevie Nicks.
Poleg tega je Felder sodeloval tudi pri snemanju dveh skladb za film Heavy Metal: »Heavy Metal (Takin' a Ride)« in »All of You«, sodeloval pa je tudi pri snemanju skladbe »Wild Life« iz istoimenskega filma iz leta 1985. Prav tako pa je sodeloval tudi pri snemanju skladbe »She's Got A Part of Me« iz filma Secret Admirer iz leta 1985. 
Felder je sodeloval tudi na televiziji, med drugim je od leta 1985 do 1986 vodil glasbeno oddajo »FTV«, napisal pa je tudi vso glasbo za animirano serijo »Galaxy High«.
Leta 1983 je Felder izdal svoj prvi solo album Airborne. Singl »Never Surrender«, katerega soavtor je Kenny Loggins, je postal manjši hit, pojavil se je tudi v komediji Fast Times at Ridgemont High. 9. oktobra 2012 je Felder izdal svoj drugi solo album Road to Forever z vodilnim singlom »Fall from the Grace of Love«, ki vsebuje vokalne harmonije skupine Crosby, Stills & Nash.
Felder je znan po svojih nastopih, na katerih uporablja električni kitari Gibson Les Paul in Gibson EDS-1275. Podjetje Gibson je leta 2010 izdalo dve kitari, poimenovani po Felderju: "Don Felder Hotel California 1959 Les Paul" in "Don Felder Hotel California EDS-1275". Felder je sicer zbiralec kitar, v zbirki ima več kot 300 modelov kitar.
Felder ima trenutno lastno skupino. Leta 2014 je koncertiral s skupinama Styx in Foreigner.

## Zasebno življenje
Leta 2000 se je Felder po 29 letih ločil od svoje žene, Susan Felder. Spoznala sta se ko je bil Felder še neizkušen glasbenik v Gainesvillu. Imela sta štiri otroke, vključno z Leah Jenner, ki je prav tako glasbenica in polovica indie pop skupine »Brandon & Leah«, skupaj s svojim možem Brandonom.
Leta 2007 se je Felder zaročil s Kanadčanko Kathrin Nicholson. Felder trdi, da je bila Nicholsonova sila, ki mu je pomagala preboleti odhod od Eaglesov, ločitev in formiranje lastne zasedbe. Nicholsonova in Felder imata skupaj enega sina.
Felder je leta 2006 napisal izpovedno knjigo Heaven and Hell: My Life in The Eagles (1974–2001). Izšla je v začetku leta 2008 in kmalu postala  najbolje prodajana knjiga časopisa The New York Times. V knjigi je Felder opisal svoj buren odnos z Glennom Freyjem in Donom Henleyjem, pojasnil pa je tudi svojo verzijo odhoda iz skupine leta 2001. V intervjuju 27. aprila 2008 z Jimom Farberjem v časopisu New York Daily News, je Felder dejal, da je s knjigo želel povedati svojo zgodbo.

## Odhod od Eaglesov in tožbe
6. februarja 2001 je bil Felder odpuščen iz skupine Eagles. Kmalu je vložil tožbe proti podjetju Eagles, Ltd., Donu Henleyju in Glennu Freyju.
Kasneje je Felder razkril, da sta Henley in Frey po turneji Hell Freezes Over vztrajala, da bi morala dobiti večji delež zaslužka skupine od turneje, čeprav je bil prej zaslužek enakomerno porazdeljen med vseh pet članov skupine. Felder ju je tudi obtožil, da sta ga Henley in Frey silila v podpis sporazuma, po katerem sta Frey in Henley prejela trikrat več procentov dobička od prodaje box seta Selected Works: 1972–1999 kot Felder. Set je izšel novembra 2000, prodanih pa je bilo približno 267.000 izvodov. Skupina je od prodaje zaslužila več kot 16 milijonov dolarjev.
Henley in Frey sta nato Felderja tožila zaradi kršitve pogodbe in poskusa prodaje pravic izpovedni knjigi. Knjiga Heaven and Hell: My Life in The Eagles (1974–2001) je izšla 1. novembra 2007 v Združenem kraljestvu. Ameriška izdaja je izšla 28. aprila 2008 pri založbi John Wiley & Sons.
23. januarja 2002 je okrožno sodišče v Los Angelesu obravnavalo dve pritožbi, 8. maja 2007 pa je bila sklenjena izvensodna poravnava.
V intervjuju s Howardom Sternom leta 2008, je Felder dejal, da je ostal v prijateljskih odnosih z nekdanjima članoma Eaglesov, Berniejem Leadonom in Randyjem Meisnerjem. Na vprašanje, če ima še stike s Freyjem ali Henleyjem, je Felder dejal, da edine odgovore dobi od njunih odvetnikov.
Leta 2016, dan po Freyjevi smrti, je Felder agenciji Associated Press dejal, da mu je bilo zelo žal, ko je slišal novico o Freyjevi smrti. »Vedno sem upal, da bova nekoč skupaj večerjala, govorila o starih časih in se pobotala s stiskom rok in objemom.

## Diskografija

### Eagles
- On the Border (1974)
- One of These Nights (1975)
- Their Greatest Hits (1971–1975) (1976)
- Hotel California (1976)
- The Long Run (1979)
- Eagles Live (1980)
- Eagles Greatest Hits, Vol. 2 (1982)
- Hell Freezes Over (1994)
- Selected Works: 1972–1999 (2000)
- The Very Best Of (2003)
- Eagles (2005)

### Solo albumi
- Airborne (1983)
- Road to Forever (2012)

### Filmska glasba
- Heavy Metal: Music From The Motion Picture (1981)
  - 6: "Heavy Metal (Takin' A Ride)"
  - 14: "All of You"
- Fast Times at Ridgemont High: Music From the Motion Picture (1982)
  - 10: "Never Surrender"
- The Slugger's Wife Soundtrack (1985)
  - 10: "Wild Life"
- Secret Admirer Soundtrack (1985)
  - 4: "She's Got A Part of Me"
- Nice Dreams Soundtrack (1985)
  - 4: "A Walk in the Garden"

## Skladbe skupine Eagles, ki jih je napisal Felder
- "Visions" z albuma One of These Nights (Don Felder & Don Henley)
- "Too Many Hands" z albuma One of These Nights (Felder & Randy Meisner)
- "Victim of Love" z albuma Hotel California (Felder, Henley, Glenn Frey in J. D. Souther)
- "Hotel California" z albuma Hotel California (Felder, Henley, in Frey)
- "The Disco Strangler" z albuma The Long Run (Felder, Henley in Frey)
- "Those Shoes" z albuma The Long Run (Felder, Henley in Frey)